# Matazonellus eglisi
Matazonellus eglisi is een pissebed uit de familie Scleropactidae. De wetenschappelijke naam van de soort is voor het eerst geldig gepubliceerd in 1996 door Juarrero de Varona & de Armas.